# Nationalmuseum
A Nationalmuseum (magyarul Nemzeti Múzeum) Svédország egyik központi állami múzeuma, egyben legnagyobb művészeti kollekciója. Gyűjtési területe az 1500-as és az 1900-as évek közötti festészetre, szobrászatra, papíralapú művészetre, valamint a jelenkorig tartó időszak művészi kézműiparára és formatervezésére terjed ki. Kiállítóhelyein és raktáraiban hozzávetőleg 700 000 tárgyat őriznek. Stockholm központjában, a Blasieholmen félszigeten található, a főváros egyik legrégibb és leghíresebb múzeuma, a középkori királyi gyűjteményekből ered. Mai épületét Friedrich August Stüler  német építész emelte a 19. század közepén; akkoriban még számos művészeti ág volt jelen a múzeum gyűjteményében, de a 20. században fokozatosan a képzőművészetekre szakosodott, számos más ország nemzeti múzeumától eltérően.

## Története

### Előzmények
Az állami műgyűjtemények kezdetei Svédországban Vasa Gusztávig nyúlnak vissza, aki a kor reneszánsz uralkodóihoz hasonlóan igyekezett műkincsekkel emelni udvara fényét. A gripsholmi kastély leltáraiból kitűnik, hogy képgyűjteménye 1529 és 1548 között 13 tételről 92-re nőtt. A mai Nationalmuseum két németalföldi, vallásos tárgyú festménye valószínűleg innen származik.
Vasa Gusztáv korában a svédek számára a „külföldi művészet” szinte kizárólag észak-németországi és németalföldi munkákat jelentett. A király első felesége, Katalin szász–lauenburgi hercegnő révén kapcsolatban állt az egyik legfontosabb német uralkodói házzal. Innen kerülhetett Svédországba idősebb Lucas Cranach néhány képe. Vasa Gusztáv fia és utóda, XIV. Erik svéd király a múzeum gyűjteményében már négy portréval szerepel, amiket Svédországban alkotó németalföldi mesterekkel festetett magáról.
A reformáció idején a protestáns Hollandia jelentősége nőtt meg Svédország számára a katolikus Flandria rovására. II. Gusztáv Adolf esküvőjére Delftből rendeltek faliszőnyegeket, és holland mestereket hívtak meg udvari festőnek.
A 17. század közepére a harmincéves háborúban a szövetséges Franciaország lett az irányadó a művészi ízlés tekintetében a nagyhatalmi státuszra emelkedő Svédországban. II. Gusztáv Adolf hatalmas hadizsákmányokkal, kierőszakolt adományokkal is gazdagította a svéd királyi gyűjteményeket, elsősorban német területekről. A király 1626-ban új rezidenciájában, a Tre Kronor palotában építészével, Caspar Pantennel külön termet építtetett a műtárgyak számára. Itt nőtt fel Krisztina svéd királynő, ezek a festmények jelentették számára az első művészi élményeket. Ő lett az első, kulturálisan igazán művelt svéd uralkodó. Udvari festőként működött nála Pierre Signac francia és Alexander Cooper angol  miniatűrfestő, akiknek több munkája is fennmaradt a Nationalmuseum miniatúragyűjteményében. Krisztina szakértőket hívatott udvarába külföldről, sok vásárlással gazdagította a gyűjteményeket. Az akkor beszerzett klasszikus szobrok közül ma már csak néhány darab maradt meg, amiket annak idején díszítésként beépítettek a drottningholmi kastély homlokzatába. A királynő többek között Michelangelo több rajzát is megszerezte. Lemondásakor ezeket magával vitte Rómába. Ma a haarlemi Teylers Múzeum rajzgyűjteményében tekinthetők meg.

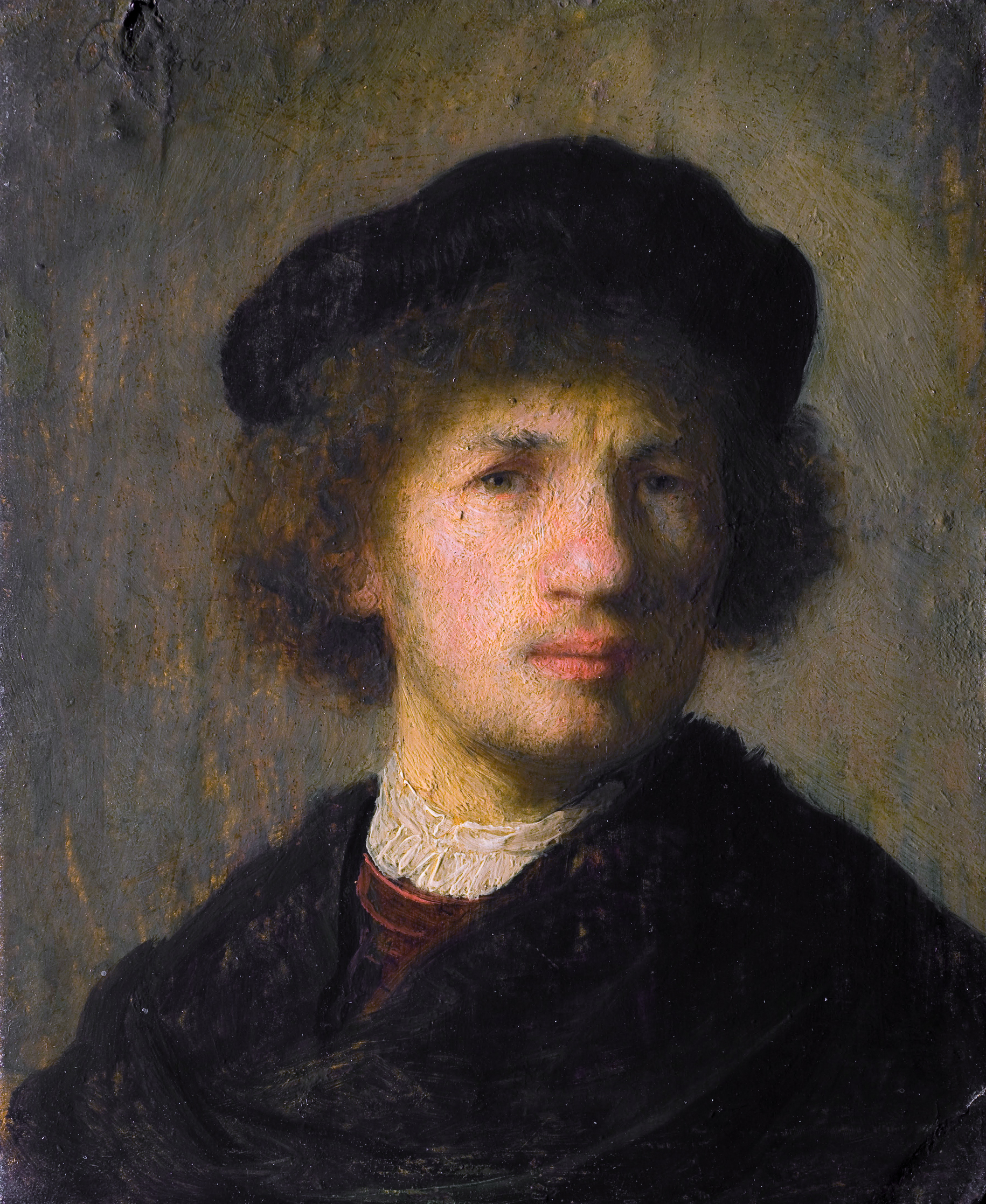
Rembrandt: Önarckép (1630)
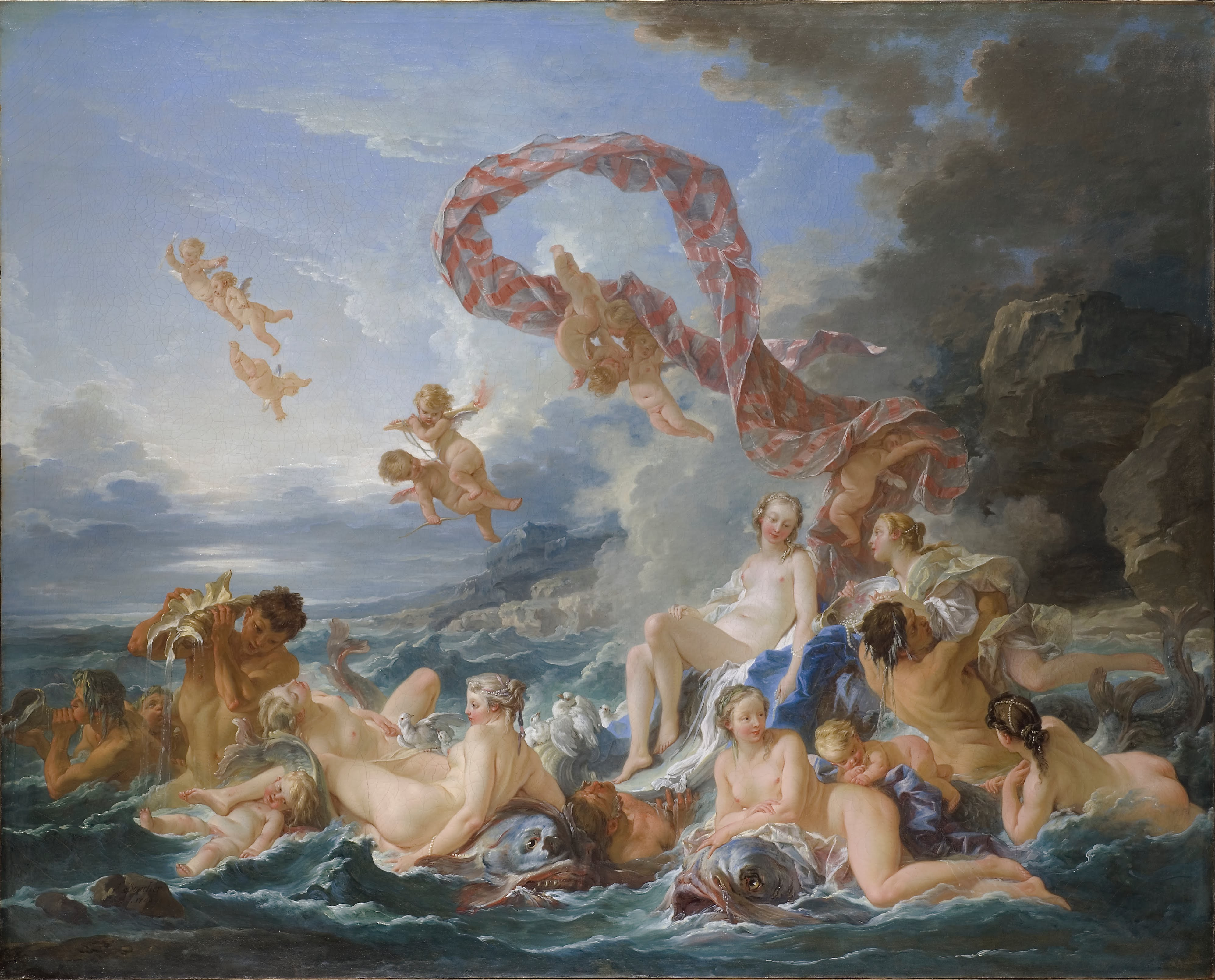
François Boucher: Vénusz diadala (1740)
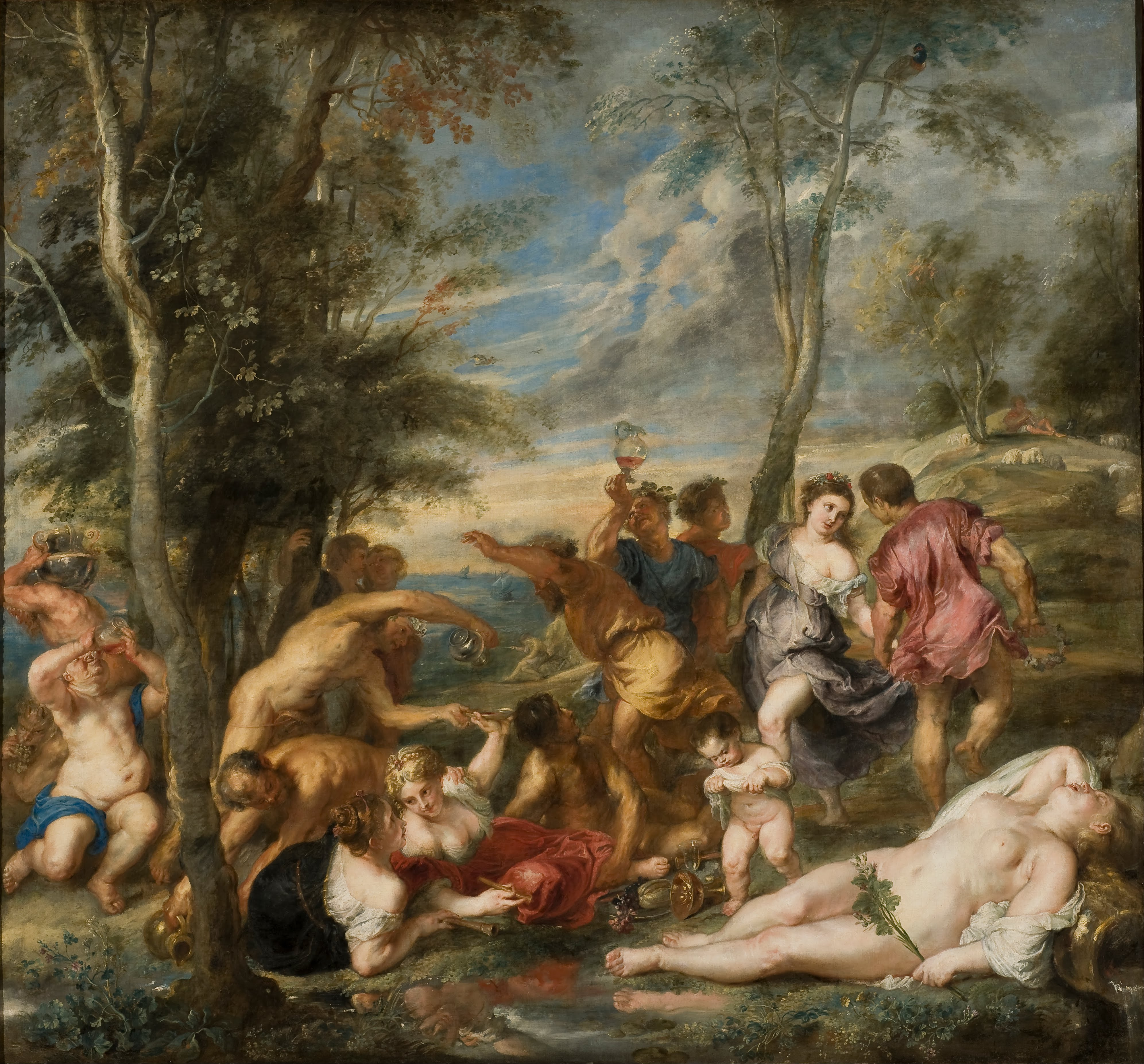
Rubens: Bacchanália (1630-as évek)

1648 nyarán, a harmincéves háború vége felé II. Rudolf osztrák császár hatalmas prágai műgyűjteménye a svédek kezébe jutott. A zsákmányban megtalálhatók voltak id. Hans Holbein, Albrecht Dürer, Tiziano, Tintoretto, Veronese, Correggio festményei, Giovanni da Bologna és Adriaen de Vries bronzszobrai, rengeteg arany, ezüst, hegyikristály, borostyán és elefántcsont műtárgy. A numizmatikai gyűjtemény több mint 20 000 darabot számlált. A kincsek elhelyezésére át kellett építeni a Tre Kronor kastélyt. Felügyeletüket Krisztina királynő udvari szabóját Johan Holmot bízta meg, aki így az első svéd múzeumi vezető lett és később Johan Leijoncrona néven nemességet kapott. A királyi gyűjtemény leltára 1652-ben készült el. A gazdag kollekció nagy része azonban elveszett a későbbiekben, mivel egy részüket Krisztina királynő lemondásakor titokban külföldre vitette, másik része pedig tűzvész áldozata lett 1697-ben. Szerencsére azonban a képek egy részét vidéki kastélyokban tartották, ezek megmaradtak későbbi Nationalmuseum számára.
A 17. sz. második felében, XI. Károly svéd király idején került a gyűjteménybe két állatfestmény Frans Snyderstől, a drottningholmi leltárban megjelent két festmény Carlo Dolcitól és egy portré Rembrandttól. E század végén, a 18. század elején a gyűjtemény nagy fejlődésnek indult. A felvilágosult abszolutizmus uralkodói jóvoltából. XII. Károly svéd király azonban kivétel volt, ő csak háborúival foglalkozott, még a művészi alkotások zsákmányolásának lehetősége sem érdekelte, pedig udvari építésze, ifjabb Nicodemus Tessin, nagy tehetséget mutatott a művészetek iránt. Fia, Carl Gustaf Tessin örökölte apja tehetséget és szenvedélyét a művészetek iránt. Családi vagyonából nagy összegeket áldozott kitűnő művek vásárlására, különösen amikor Párizsban volt svéd követ. Megszerezte Canaletto, Piazzetta, Marieschi, Chardin, Crozat néhány művét, François Boucher több festményét, köztük a Vénusz diadalát. Később azonban tönkrement, képeit el kellett adnia, azokat a hitelezők elől I. Frigyes svéd király mentette meg, aki megvásárolta őket – így jutottak később ezek is a Nationalmuseum gyűjteményébe.
Lovisa (Lujza) Ulrika svéd királyné, II. Frigyes porosz király húga élénken érdeklődött a művészetek iránt, csakúgy, mint férje, Adolf Frigyes svéd király. A drottningholmi kastélyt kapta nászajándékba, amit úgy építettek át, hogy külön termeket kaphasson a királyné könyvtára, műgyűjteménye és természetrajzi gyűjteménye. A gyűjtemény 1760-as leltára 286 tételt valamint 110 festményt tartalmaz, közülük kiemelkednek a királynő udvari festőjének, Gustaf Lundbergnek pasztelljei.
Ulrika idő korában konfliktusba került fiával, III. Gusztávval, aki elvette tőle Drottningholmot és a műkincseket, amiket állami pénzen fizettek ki a királynénak. A király halála után aztán ez hivatkozási alap lett a gyűjtemény államosítására. III. Gusztáv főleg a színművészet iránt érdeklődött, de ő is gazdagította a király szépművészeti gyűjteményeket is, többek között két Rembrandt-portréval. A stockholmi királyi palotában egy dísztermet képtárnak rendeztetett be, mintegy 200 alkotással, amelyeket a kor szokása szerint a padlótól a mennyezetig helyeztek el a falakon. A gyűjteménynek sok főrangú látogatója volt, nem sok hiányzott megnyitásától a teljes nyilvánosság számára, amikor a király merénylet áldozata lett.

### A múzeum hivatalos megalapítása
Az akkori nevén Királyi Múzeum alapítólevele III. Gusztáv halála után, 1792 júniusában kelt, és az intézmény ténylegesen 1794-ben nyílt meg a nagyközönség előtt. Az egy évvel korában megnyílt Louvre után ez lett a legrégibb nyilvános művészeti múzeum Itálián kívül.
A gyűjteményben kezdetben csak egy svéd művész, a szobrász Johan Tobias Sergel Faun című alkotása szerepelt, ami ma a Thielska gallerietben látható. Sergel szobrai az antik mesterművek méltó utódai voltak. A művész halála után vázlatait és tanulmányait az állam megvásárolta és külön helyezte el a Királyi Múzeumban. 1821-ben megjelent az első képes kiadvány a múzeum festményeiről és szobrairól. Az első nyomtatott katalógus 1841-ben készült el.

### Épülete
Az állandósult helyhiány miatt 1844-ben az országgyűlés elé terjesztették az új Nemzeti Múzeum építésére vonatkozó javaslatot. Ebben szándékoztak elhelyezni a Királyi Múzeum svéd őskori és középkori történeti anyagát, a királyi fegyvertárat és a királyi könyvtárat is. A javaslatot a paraszti rend ellenzésével szemben egyetlen szavazatnyi többséggel fogadták el. Az új múzeum-palota végül 1866-ban készült el, építője a berlini Alte Nationalgalerie, a Neues Museum, valamint a Magyar Tudományos Akadémia épületének tervezője, Friedrich August Stüler volt. Az épület megformálásában a klasszicizmust és az akkoriban újra divatba jött reneszánsz formavilágát egyesítette.

### A gyűjtemények elhelyezése
Az új múzeumi épületben már kezdettől a művészeti, ezen belül is a festészeti gyűjtemények kapták a fő helyek nagy részét. Az első, valamint a félemeleten kialakították az olasz, németalföldi, a 18. századi francia és a svéd festészet termeit. Gunnar Wennerberg, a sokoldalú műveltséggel és tekintéllyel rendelkező, de mégis laikus politikus válogatta a kiállítás képeit; ítéletét az utókor is nagyra értékelte. Ezt az első válogatást vizsgálta felül a szakképzett művészettörténész Georg Göthe 1877-ben, és egyben elkészítette a külföldi gyűjtemény első szakszerűt katalógusát.
A 19. századi, azaz kortárs svéd művészetnek két nagyobb terem jutott, egyikük, a Kupolaterem kimondottan ünnepi csarnok jellegű. A múzeumi munka fontos része lett a svédországi művészet támogatása. A svéd Művészeti Akadémia ajánlása révén élő svéd művészek munkáit is felvették a gyűjteménybe. Akkoriban főleg a nagy formátumú, akadémikus stílusú történelmi festményeket érte ez a megbecsülés, hiszen a korszellem szerint ezek segítették a nemzeti művelődést, és az ifjúság nevelését.

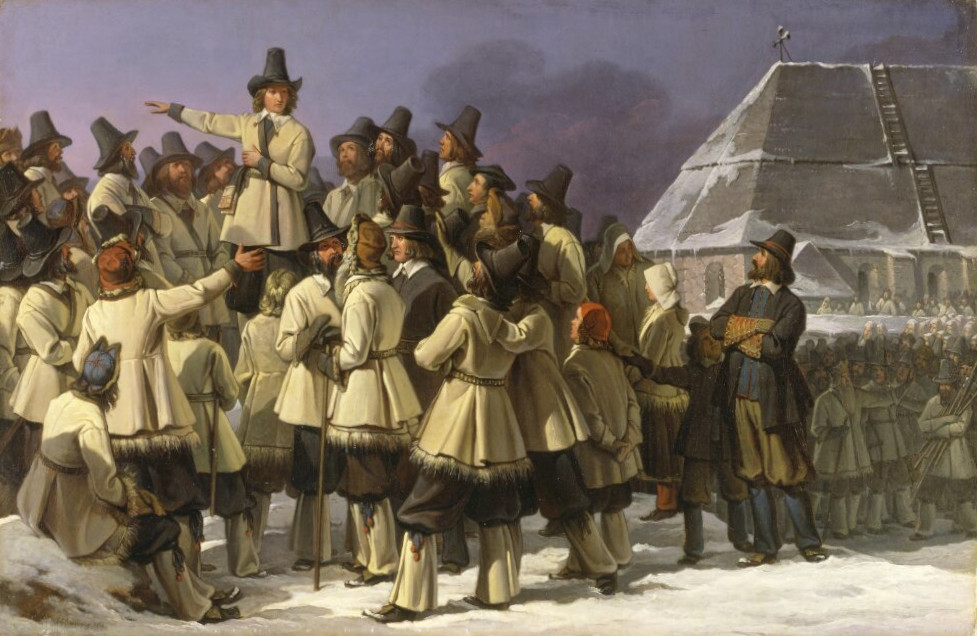
Sandberg: Gustav Vasa Mora városában
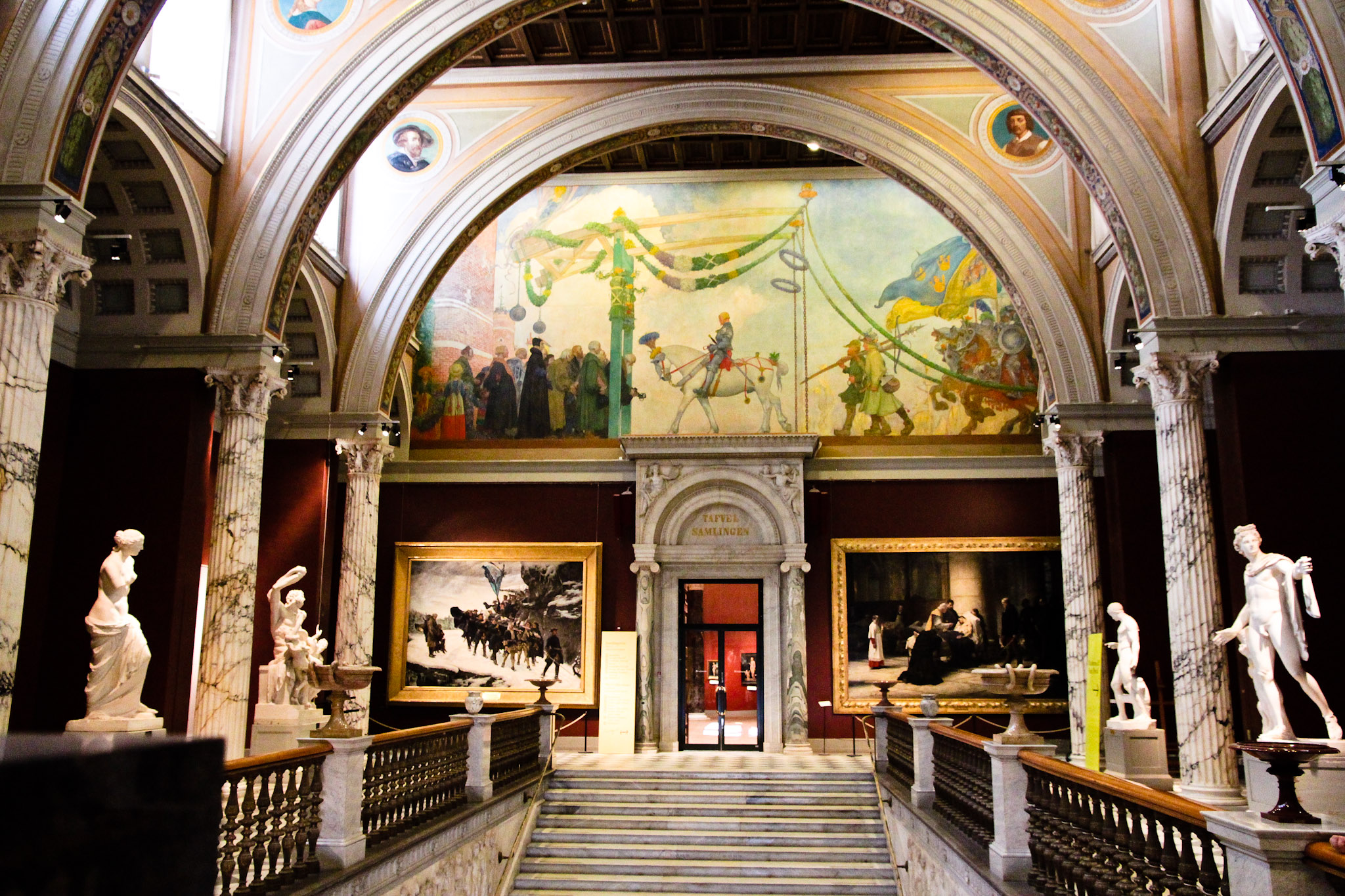
A múzeum díszlépcsőháza Carl Larsson: Gustav Vasa bevonulása Stockholmba című monumentális festményével
Cederström: XII. Károly holttestének hazaszállítása - a svéd akadémikus festészet egyik emblematikus alkotása

1885-ben nagy küzdelem kezdődött a nagyrészt párizsi tapasztalatokkal rendelkező, modern fiatal festők, köztük a királyi család tagja, Jenő herceg és a svéd akadémikus irányzat képviselői között. Sok hosszú vita után a modern irányzat győzött, és az első világháború kezdetekor a radikális csoport egyik megfontolt képviselője, Richard Bergh került a múzeum élére. Ettől kezdve mindig a múzeum szakemberei döntöttek a vásárlásokról, de jelentős adományok is tovább gazdagították a gyűjteményeket.

## Gyűjtőmunka
A múzeum vásárlóként csak a 20. század elején lépett ki a nemzetközi művészeti piacra, a Nemzeti Múzeum Barátai nevű egyesület révén, ami Thorsten Laurin igazgató és az akkori trónörökös, Gusztáv Adolf kezdeményezésére jött létre 1911-ben. Ekkor rakták le a francia impresszionista gyűjtemény alapjait.
1927-ben miniatűr portrék gyűjteményével gazdagodott a múzeum, majd 1933-ban egy több mint 200 darabból álló orosz ikongyűjtemény került a szerzemények közé Olof Aschberg bankár ajándékaként. Az ikongyűjtemény utóbb tovább bővült, és a 21. századra a legnagyobbak közé került Nyugat-Európában. Külön részleget alkot a középkori külföldi művészet témájában a könyv- és üvegfestészet, szobor- és falikárpit-gyűjtemény. A 30-as években jelentős kínai anyagot is gyűjtöttek, de ezt később átengedték a stockholmi Kelet-ázsiai Múzeumnak. Ugyancsak „profiltisztítás” keretében adták át az 1958-ban megnyílt Moderna Museet számára a kortárs művészeti anyagot.
A múzeum avatásakor, 1866-ban a külföldi festmények számára felső világítású terem és egy kabinet-sor szolgált, száz év múlva, az 1960-as években viszont már hat nagy terem és két kabinet-sor, így a múzeum kiállítási területének kétharmadát külföldi művek foglalták el. A svéd művészet viszont a legreprezentatívabb termekbe költözött. A második világháború után az iparművészeti osztály is nemzetközi rangra emelkedett, különösen négy gótikus falkárpit érdemel említést.
A svéd állam a múzeum vásárlásaihoz rendszeresen jelentős összegekkel járul hozzá. A szaporodó gyűjtemény egy részét ideiglenesen raktárakban helyezik el, azért is, hogy helyet adjanak az egyre gyakrabban rendezett időszaki kiállításoknak, amik jelentős mértékben hozzájárulnak a múzeum bevételeihez is. A gyűjtőmunka stratégiai célja, hogy a Nationalmuseum bizonyos, jól körülhatárolt területeken a világ legjobb 10-12 múzeuma közé emelkedhessen, mivel arra saját és az ország méretei miatt nincs igazán esélye, hogy általánosságban a világ 100 legjobb szépművészeti múzeuma közé kerülhessen.

## Regionális tevékenység
A Nationalmuseum irányítja szervezetileg több vidéki gyűjtemény tevékenységét is, így a Läckö, az Ulriksdal és a Nynäs kastélyok múzeumait. Közülük kiemelkedik a Gripsholmi kastélyban elhelyezett, I. Gusztáv svéd király által a 16. században alapított állami portrégyűjtemény, ami 2017-ben mintegy 4600 festményt tartalmazott.

## Felújítás
A múzeum 1866-ban emelt épülete az idők során sok tekintetben elhasználódott, különösen belső kialakítása elmaradt a modern múzeumok követelményeitől. Ezért 2013-ban bezárták és nagy méretű modernizálásba, átalakító munkába kezdtek. A megújult múzeum 2018 októberében nyílik meg a nagyközönség számára.